# Lorenzo Penna (compositore)
Lorenzo Penna (Bologna, 1613 – Bologna, 31 ottobre 1693) è stato un compositore e teorico musicale italiano.

## Biografia

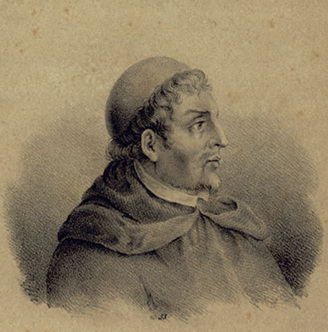
Lorenzo Penna

Non si sa nulla riguardo ai primi anni di vita di Lorenzo Penna. Supponendo che Lorenzo fosse probabilmente il suo nome religioso, potrebbe essere identificato come Vincenzo Penna, nato il 23 gennaio 1613: questo almeno traspare dal registro dei battesimi della Cattedrale di Bologna.  Nel 1630 Penna si trasferì nel Monastero Carmelitano di S. Martino a Bologna e fece la professione l'anno successivo. Dal 1639 al 1642 fu maestro dei novizi del monastero. Nel 1656 lavorò come maestro di cappella a S. Ilario a Casale Monferrato. Nel 1665 conseguì il dottorato in teologia presso l' Università di Ferrara e dal 1667 al 1669 fu maestro di cappella a S. Cassiano di Imola . Successivamente fece parte del monastero dei Carmelitani di Mantova fino al 1672 e dal 1672/1673 fu maestro di cappella presso la chiesa religiosa di Parma . Ritornò quindi a Bologna, dove presumibilmente trascorse il resto della sua vita. Fu membro dell'Accademia dei Filaschisi di Bologna, dell'Accademia dei Risoluti e, dal 1676, dell'Accademia Filarmonica.
La maggior parte del suo lavoro compositivo include musica corale sacra, che non ha avuto quasi alcun effetto al di fuori della sua sfera personale di attività. Le sue uniche opere strumentali sono le Correnti Francesi, composte per le nozze di Alessandro Sanvitali, conte di Fontanellato. Il fatto che chiamasse i 25 brevi Correnti anche con il nome di sonata mostra che non dovrebbe aver avuto contatti né con la scuola bolognese né con il suo sviluppo della moderna sonata per violino.
Al contrario, all'epoca i suoi insegnamenti musicali erano efficaci. I suoi Albori musicali apparvero nel 1672 in tre volumi, composti da una dottrina musicale generale, da uno studio della composizione a più voci e da uno studio dell'accompagnamento del basso figurato. Fino al 1696 l'opera fu oggetto di almeno cinque edizioni e venne ristampata anche ad Anversa, a Venezia e, in parte, in traduzione francese. Il suo secondo insegnamento è il Direttorio del Canto Fermo, che si rivolge a cantanti e compositori di musica ecclesiastica, ma non è riuscito a diffondere gli Albori musicali.

## Opere
Composizioni
- Messe e salmi concertati, 5vv , 2vn ad lib, bc, op.1. Milano 1656.
- Psalmorum totius anni modulatio, una cum missa, et falsis bordon, 4 / 5vv, op.3. Milano 1669.
- Correnti francesi, 2 vn, violetta, vle, bc (hpd), op.7. Bologna 1673.
- Il sacro parnaso delli salmi, 4, 8vv, op.8. Bologna 1677.
- Reggia del sacro parnaso… ordinate in messe piene e brevi, 4, 8vv, op.9. Bologna 1677.
- Galeria del sacro parnaso ornata con adornamenti di messe piene, e brevi, 4, 8vv, insts, op.10. Bologna 1678.
- Messa ... a cappella, 4–5vv. Bologna 1679 (perso).

Caratteri
- Li primi albori musicali per li principianti della musica figurata. Bologna 1672.
- Direttorio del canto fermo. Modena 1689.